# Селои (Јањина)
Селои (грч. Σελλοί) је бивша општина у Јањинском округу, Епир, Грчка. Од реформе локалне самоуправе из 2011. године, део је општине Додони, која је општинска јединица. Општинска јединица заузима површину 166.432 km2. Налази се на југо-западу Јањинског округа. Општина је подељена на 15 заједница.
Име потиче од древних Селоа, који су живели око Додона.